# Hyginus Kim Hee-jong
Hyginus Kim Hee-jong (kor. 김희중, * 21. Februar 1947 in Bukkyu-dong Mopko-shi, Südkorea) ist ein südkoreanischer Geistlicher und emeritierter römisch-katholischer Erzbischof von Gwangju.

## Leben
Hyginus Kim Hee-jong empfing am 5. Juli 1975 das Sakrament der Priesterweihe für das Erzbistum Gwangju.
Am 9. Juli 2003 ernannte ihn Papst Johannes Paul II. zum Titularbischof von Corniculana und bestellte ihn zum Weihbischof in Gwangju. Der Erzbischof von Gwangju, Andreas Choi Chang-mou, spendete ihm am 18. August desselben Jahres die Bischofsweihe; Mitkonsekratoren waren der emeritierte Erzbischof von Gwangju, Victorinus Youn Kong-hi, und der Bischof von Cheju, Peter Kang U-il.
Am 10. Juli 2009 ernannte ihn Papst Benedikt XVI. zum Koadjutorerzbischof von Gwangju. Hyginus Kim Hee-jong wurde am 25. März 2010 in Nachfolge von Andreas Choi Chang-mou, der aus Krankheitsgründen zurücktrat, Erzbischof von Gwangju.
Am 19. November 2022 nahm Papst Franziskus seinen altersbedingten Rücktritt an.